# Espiel
Espiel è un comune spagnolo di 2 478 abitanti situato nella comunità autonoma dell'Andalusia.